# あたらしいうた
｢あたらしいうた｣は、花澤香菜の楽曲。花澤香菜が作詞、北川勝利が作曲を手掛けた。花澤の10枚目のシングルとして2016年6月1日にアニプレックスから発売された。

## シングル収録内容
| 全作詞: 花澤香菜、全作曲: 北川勝利。 |                                   |          |            |      |
| #                                    | タイトル                          | 作詞     | 作曲・編曲 | 時間 |
| 1.                                   | 「あたらしいうた」                | 花澤香菜 | 北川勝利   | 4:42 |
| 2.                                   | 「今朝のこと」                    | 花澤香菜 | 北川勝利   | 4:48 |
| 3.                                   | 「Looking for your Smile」        | 花澤香菜 | 北川勝利   | 5:48 |
| 4.                                   | 「あたらしいうた (Instrumental)」 | 花澤香菜 | 北川勝利   | 4:41 |
| 合計時間:                            | 合計時間:                         | 18:00    |            |      |

| #  | タイトル                        | 作詞 | 作曲・編曲 |
| -- | ------------------------------- | ---- | ---------- |
| 1. | 「あたらしいうた」(Music Video) |      |            |